# Parapoynx crisonalis
Parapoynx crisonalis is een vlinder uit de familie van de grasmotten (Crambidae), uit de onderfamilie van de Acentropinae. De wetenschappelijke naam van deze soort is voor het eerst gepubliceerd in 1859 door Francis Walker.
De spanwijdte is ongeveer 2,5 centimeter.

## Verspreiding
De soort komt voor in Réunion, Sri Lanka, China, Myanmar, Thailand, Taiwan, Japan, Indonesië (Sulawesi), Australië (Northern Territory, Queensland en New South Wales).

## Waardplanten
De rups leeft op Hydrilla sp. (Hydrocharitaceae), Trapa natans (Lythraceae), Nymphaea sp. (Nymphaeaceae), Euryale ferox (Nymphaeaceae) en Ludwigia adscendens (Onagraceae).